# Carl Willecke
Carl Willecke (* 4. Dezember 1886 in Otterndorf, Provinz Hannover; † 16. Dezember 1946 in russischer Internierung) war ein deutscher Verwaltungsjurist und Ministerialbeamter.

## Leben
Carl Willecke war ein Sohn des späteren Landesgerichtsrates Robert Willecke und seiner Frau Emme, geborene Binder. 1893/94 besuchte er die Stadtschule in Dannenberg und ging anschließend an das Kaiser-Wilhelm-Gymnasium nach Hannover. 1905 schloss er dort mit dem Abitur die Schule ab.
Er studierte an der Albert-Ludwigs-Universität Freiburg Rechts- und Staatswissenschaften. Er wurde bereits zum Studiumbeginn im Corps Rhenania Freiburg recipiert. Von Freiburg wechselte er zum Studium nach Berlin und dann nach Göttingen. 1908 schloss er erst sein Referendariat ab und wurde im gleichen Jahr noch an der Georg-August-Universität Göttingen zum Dr. iur. promoviert. 1912 folgte die Promotion zum Dr. phil. an der Ruprecht-Karls-Universität Heidelberg.
Seit 1913 war er Gerichtsassessor. Von 1914 bis 1918 war er im Deutschen Heer in Kriegsdienst und wurde als Rittmeister, ausgezeichnet mit den Eisernen Kreuzen beider Klassen, aus der Armee einlassen. Er kam 1919 als Regierungsrat in das Reichswirtschaftsministerium, wurde 1929 zum Oberregierungsrat und 1933 zum Ministerialrat ernannt. 1934 löste er Georg Bogatsch als Präsident des Reichswirtschaftsgerichts ab. Zugleich war er Vorsitzender des Kartellgerichts. Seit 1935 war er Präsident des Berliner Philatelisten-Klubs. Bis 1941 blieb er Präsident des Reichswirtschaftsgerichts.
Er war Mitglied der NSDAP und der Akademie für Deutsches Recht.
Willecke war mit Wilma Münchmeyer verheiratet. Das Paar hatte zwei Kinder.